# Братимир Милачић
Братимир (Захарија) Милачић (Бела Вода, ? — Пећ, 1919) био је српски наредник. Носилац је Карађорђеве звезде са мачевима.

## Биографија
Рођен у Белој Води. Као резервни наредник са својом браћом (Ђорђе Милачић, Божидар Милачић) се борио у Гвозденом пуку све до повлачења српске војске 1915. године преко Албаније. У то време се после рањавања затекао на опоравку код своје куће и ту је дочекао бугарску окупацију. Одмах по избијању Топличког устанка поставо је један од најзначајних актера народне борбе у Топлици. Добар и неустрашив борац, као и сви Милачићи, поред тога и солидно писмен, био је ађутант код Косте Пеђанца и са њим прешао цео борбени пут и голготу Топличког устанка. Као комита преживео је све бугарске потере и у јесен 1918. године са одредом Косте Пећанца напада Аустријанце у повлачењу преко Косова и Метохије. Када је овај одред кренуо у поход према Црној Гори изненада је почетком 1919. године преминуо у Пећи.
Братимир Милачић је посмртно, указом регента Александра од 17.12.1920. године, за показану храброст у Топличком устанку, одликован Сребрним војничким орденом Карађорђеве звезде са мачевима.